# Rhomboda bantaengensis
Rhomboda bantaengensis är en orkidéart som först beskrevs av Johannes Jacobus Smith, och fick sitt nu gällande namn av Paul Ormerod. Rhomboda bantaengensis ingår i släktet Rhomboda och familjen orkidéer.
Artens utbredningsområde är Sulawesi. Inga underarter finns listade i Catalogue of Life.